# Joanna Calo
Joanna Calo (San Francisco, 1980) es una guionista, directora y productora estadounidense. Es reconocida por su trabajo como guionista, productora y co-showrunner de The Bear; sus créditos como escritora y productora ejecutiva incluyen las series de televisión Hacks, BoJack Horseman y The Baby-Sitters Club. También coescribió la película Thunderbolts* del Universo Cinematográfico de Marvel (MCU) de 2025.
Calo ha ganado un premio Primetime Emmy,  tres premios del Writers Guild of America, un premio Independent Spirit y un premio del Producers Guild.
Ella y su marido tienen dos hijos. Viven en Los Ángeles, California.  

## Filmografía
Series de TV
| Año           | Título                | Director | Guionista | Productor(a) |
| ------------- | --------------------- | -------- | --------- | ------------ |
| 2013          | Save Me               | No       | Sí        | No           |
| 2014          | Happyland             | No       | Si        | No           |
| 2014          | Benched               | No       | Sí        | No           |
| 2016-2020     | BoJack Horseman       | No       | Sí        | Co-ejecutiva |
| 2017          | Girlboss              | No       | Sí        | Coproductora |
| 2019          | Undone                | No       | Sí        | Co-ejecutiva |
| 2020          | The Baby-Sitters Club | No       | Sí        | Co-ejecutiva |
| 2021          | Hacks                 | No       | Sí        | Co-ejecutiva |
| 2022-presente | The Bear              | Sí       | Sí        | Ejecutiva    |
| 2022          | Lost Ollie            | No       | Sí        | Co-ejecutiva |
| 2023          | Beef                  | No       | Sí        | No           |

Productor consultor
- Tuca & Bertie (2019)
- Beef (2023)

Escritor(a) de cine
- Thunderbolts* (2025)